# StudyGo
StudyGo (voorheen WRTS) is een platform voor middelbare scholieren om te oefenen voor vakken als wiskunde, Engels, Duits, Frans, biologie, Spaans, natuur- en scheikunde, economie, geschiedenis, aardrijkskunde, Nederlands, Latijn en Grieks. Gebruikers kunnen diagnostische toetsen of losse oefeningen maken, uitlegvideo's van docenten bekijken of chatten met bijlesdocenten. 
Aanvankelijk was het product eigendom van Digitale School B.V. Leerlingen konden zelf woordenlijsten invoeren of lijsten van andere gebruikers overnemen, en deze dan gebruiken om hen te overhoren. Nadat de overheid de subsidie voor WRTS in 2015 had stopgezet, heeft het bedrijf freemiumpakketten geïntroduceerd. Dit hield in dat gratis accounts reclame te zien kregen en maximaal tien lijsten mochten hebben, om toegang te krijgen tot meer lijsten moest er betaald worden. Later werd het platform uitbreid met onder andere uitlegvideo's en mochten gratis gebruikers weer een onbeperkt aantal woordenlijsten hebben. In 2020 werd het verkocht aan het bedrijf Futurewhiz B.V. dat ook de websites woordjesleren.nl en Squla.nl in beheer heeft.  
Vanaf 25 juli 2023 heet het platform StudyGo, vooral om de associatie te doorbreken dat er alleen met woorden geoefend kan worden. De stijl van de website is ongewijzigd gebleven en het platform is nog steeds eigendom van Futurewhiz B.V. Op StudyGo kan men nog steeds zowel gratis als betaald leren. 